# Angaria
È detta angarìa o angheria una prestazione forzata richiesta dalla pubblica autorità.
Alcuni esempi di angarie sono: mantenimento e riparazione dello stato delle strade, fornitura di navi e altri mezzi di trasporto, vettovaglie e uomini.

## Etimologia e significato
Il termine deriva dal latino tardo angarīa (prestazione personale di trasporto), a sua volta derivante dal greco antico angaréia (servizio coattivo di posta, da ángaros, che indicava il messaggero a cavallo inviato dal re di Persia con facoltà di imporre tasse, che rimanda al persiano angara (corrispondente al greco angelos, ‘messaggero’). In senso metaforico, vale come vessazione, imposizione, molestia, tormento.

## Storia

### Antichità
Il diritto di angaria dalla legislazione persiana ed ellenistica fu recepito nel diritto romano e poi nel diritto medievale, per continuare ad essere riconosciuto anche agli stati in tempi di guerra o di pubblico pericolo. Nel medioevo in Europa la forza lavoro agraria era comunemente integrata con l'angheria ovvero da manodopera cooptata e forzosa, non retribuita, per riuscire a sfamare la popolazione rurale con prodotti agricoli, in particolare nella semina e coltivazione del grano, necessaria per la fabbricazione del pane.
Curioso il collegamento tra "angelo" e "angheria": prima che gli angeli biblicamente fossero messaggeri divini e, cristianamente, divenissero i custodi soccorrevoli al fianco di ogni battezzato, nell'impero persiano l'angaro era il messaggero del sovrano destinato a portare ovunque i suoi ordini: affinché potesse svolgere celermente tale suo compito, era essenziale che le strade fossero costantemente mantenute in efficienza, era dunque indispensabile l'angaria a cui erano sottoposti tutti i sudditi le cui abitazioni o i cui terreni confinavano con la via regia.

### Medioevo
Nel corso del medioevo il termine passò ad indicare genericamente degli oneri o prestazioni di tipo personale, spesso a carico delle popolazioni rurali e in particolar modo sui servi della gleba. In questo senso il termine può essere sinonimo di corvée.
Nella colonia genovese di Chio era un'imposta applicata a tutti i non-genovesi. A Creta, sotto il dominio veneziano, indicava invece i servizi forzosi imposti ai contadini indigeni, riprendendo le usanze bizantine; nelle colonie genovesi le prestazioni forzate rimasero unicamente per la raccolta del mastice.